# Leo Peelen
Leo Peelen (Arnhem, 16 de juliol de 1968 - Apeldoorn, 24 de març de 2017) fou un ciclista neerlandès. Va guanyar la medalla de plata als Jocs Olímpics de Seül en puntuació. Era cosí del també ciclista Kenny van Hummel.
El 24 de març de 2017, morí inesperadament a la ciutat neerlandesa d'Apeldoorn, als 48 anys.

## Palmarès en pista
- 1987
  -  Campió dels Països Baixos en madison amateur
- 1988
  -  Medalla de plata als Jocs Olímpics de Seül en puntuació
  -  Campió dels Països Baixos en madison amateur

## Palmarès en ruta
- 1983
  - Vencedor d'una etapa de la Ruban Granitier Breton
- 1984
  - 1r al Tour de Berlín